# Psectrosciara californica
Psectrosciara californica is een muggensoort uit de familie van de Scatopsidae. De wetenschappelijke naam van de soort is voor het eerst geldig gepubliceerd in 1912 door Cole.